# Матеуш Хрущинський
Мате́уш Хрущи́нський (пол. Mateusz Chruściński; нар. 29 листопада 1987, Катовиці, Польща) — польський фігурист, що виступає у парному спортивному фігурному катанні в парі з Йоанною Сулей, разом з якою є дворазовим чемпіоном з фігурного катання Польщі (2009 і 2010), виступали на Чемпіонатах Європи та світу з фігурного катання, не потрапляючи до чільної десятки.
Крім того, Матеуш, виступаючи в одиночному катанні, двічі вигравав юніорську першість Польщі, а на дорослому національному Чемпіонаті 2007 року був другим.
Спортсмен тренується у своєї матері Івони Мильдаж-Хрущинської. Його молодший брат Родослав також виступає в парному катанні.

## Кар'єра
Матеуш Хрущинський почав займатися фігурним катанням у 5-тирічному віці.
До 2008 року виступав у одиночному розряді і мав певні успіхи. Так, він двічі вигравав національний юніорський Чемпіонат Польщі з фігурного катання, а на дорослій національній першості 2007 року виборов «срібло».
У березні 2008 року Матеуш Хрущинський встав у пару з Йоанною Сулей, теж колишньою одиночницею.
У вересні 2009 року, посівши на турнірі «Nebelhorn Trophy»—2009 10-те місце, вони вибороли для Польщі одну ліцензію у парному катанні на олімпійському турнірі з фігурного катання (Зимові Олімпійські ігри 2010, Ванкувер, Канада), де посіли 18-те місце.

## Спортивні досягнення

### у парному катанні
(з Сулей)
| Сезони/Змагання                             | 2008/2009 | 2009/2010 |
| ------------------------------------------- | --------- | --------- |
| Зимові Олімпійські ігри                     |           | 18        |
| Чемпіонати світу з фігурного катання        | 19        |           |
| Чемпіонати Європи з фігурного катання       | 15        | 14        |
| Чемпіонати Польщі з фігурного катання       | 1         | 1         |
| Турніри: «Nebelhorn Trophy»                 |           | 10        |
| Етапи юніорського Гран-Прі, Велика Британія | 14        |           |

### у одиночному катанні
| Сезони/Змагання                                     | 2002/2003 | 2003/2004 | 2004/2005 | 2005/2006 | 2006/2007 | 2007/2008 |
| --------------------------------------------------- | --------- | --------- | --------- | --------- | --------- | --------- |
| Чемпіонати світу з фігурного катання серед юніорів  |           |           |           | 22        |           |           |
| Чемпіонати Польщі з фігурного катання               |           |           |           |           | 2         | 4         |
| Чемпіонати Польщі з фігурного катання серед юніорів | 1         | 2         | 2         | 1         | 2         |           |
| Турніри: «Золотий ковзан Загреба»                   |           |           |           |           |           | 19        |
| Турніри: «Coupe de Nice»                            |           |           |           |           | 9th       | 10        |
| Турніри: «Merano Cup»                               |           |           |           |           |           | 3         |
| Меморіали Ондрея Непела                             |           |           |           |           |           | 15        |
| Зимові Універсіади                                  |           |           |           |           | 14        |           |
| Етапи юніорського Гран-Прі, Чехія                   |           |           |           |           | 15        |           |
| Етапи юніорського Гран-Прі, Норвегія                |           |           |           |           | 19        |           |
| Етапи юніорського Гран-Прі, Польща                  |           |           |           | 20        |           |           |
| Етапи юніорського Гран-Прі, Болгарія                |           |           |           | 12        |           |           |
| Етапи юніорського Гран-Прі, Румунія                 |           |           | 11        |           |           |           |
| Етапи юніорського Гран-Прі, Угорщина                |           |           | 23        |           |           |           |

- J = юніорський рівень